# Мухаммад Сакизли
Мухаммад Сакизли (араб. محمد الساقزلي‎; 1892, Ливия — 1976, Бенгази) — ливийский государственный деятель, премьер-министр Ливии (1954).

## Биография

### Киренаика
1 июня 1949 года эмир Идрис ас-Сануси провозгласил независимость Киренаики. Хотя независимость была формальной, но правительство было сформировано. С 18 марта 1950 года по 24 декабря 1951 Сакизли был главой правительства Киренаики. С получением Ливией независимости 24 декабря 1951 года, пост премьера упразднили, и политик стал губернатором, которым был до 1952 года.
In May 1952, Sakizli was appointed minister of education in the Libyan federal government. Then, In September 1953, he was appointed the chief of the royal bureau.

### Премьер-министр
В феврале 1954 года был назначен премьер-министром Ливии, но уже в апреле того же года его отправили в отставку. Правительство было недолгим.

### Конец жизни
26 декабря 1962 года вновь стал губернатором Киренаики, однако 26 апреля федеративное устройство в Ливии было ликвидировано, и пост губернатора упразднили.
Умер в 1976 году.

## Пометки
- Mustafa Ben Halim, «Safahat Matwiya men Tarikh Libia as Siyasi», Matabe' al-Ahram at Tejariya, Qalyub, Misr, 1992.
- Mohamed Yousef el-Magariaf, «Libia bain al Madi wal Hadir: Safahat men at Tarikh as Siyasi», 4 vols., Markaz ad Dirasat al Libiya, Oxford, & Maktabat Wahba 14 al-Gomhuriya street Cairo, 2004—2006.
- Salem el Kebti, «Libia..Maseerat al Istiqlal..Watha’iq Mahalliya wa Dawliya», part 3-Takween Dawla, Ad Dar al Arabiya lil Ulum Nashiroun, 1st ed., 2012.